# 1001 TCN
1001 TCN là một năm trong lịch La Mã.